# Miusînsk
Miusînsk (în ucraineană Міусинськ) este un oraș raional din orașul regional Krasnîi Luci, regiunea Luhansk, Ucraina. În afara localității principale, mai cuprinde și satele Korinne, Lisne și Novoielîzavetivka.

## Demografie
Componența lingvistică a orașului Miusînsk
     Rusă (56,95%)
     Ucraineană (42,3%)
     Alte limbi (0,11%)
Conform recensământului din 2001, majoritatea populației orașului Miusînsk era vorbitoare de rusă (56,95%), existând în minoritate și vorbitori de ucraineană (42,3%).